# (466883) 2015 DG46
(466883) 2015 DG46 es un asteroide perteneciente al cinturón de asteroides, descubierto el 2 de febrero de 2009 por el equipo Spacewatch desde el Observatorio Nacional de Kitt Peak (Arizona, Estados Unidos).